# Atlangatepec
Atlangatepec är en kommun i Mexiko.   Den ligger i delstaten Tlaxcala, i den sydöstra delen av landet, 100 km öster om huvudstaden Mexico City.
Följande samhällen finns i Atlangatepec:
- Colonia Benito Juárez
- Santiago Villalta
- Colonia Loma Bonita
- Colonia Agrícola San Luis